# Kabuki 56
Kabuki 56 és el pseudònim de les il·lustradores valencianes autodidactes i germanes bessones Cristina i Laura Aparicio. Les seues il·lustracions es caracteritzen per pertànyer a un estil inventat per elles anomenat Edokabuki on es combinen temàtica de l'era Edo, gats antropomorfics amb trajos samurai i l'art tradicional japonés, a més d'utilitzar la tècnica del collage i els tatuatges.